# Kepler-186f
Kepler-186f je potvrzená exoplaneta nacházející se v systému Kepler-186, který se nachází přibližně 580 světelných let od Země v souhvězdí Labutě. Planeta obíhá kolem červeného trpaslíka Kepler-186 a je nejvzdálenější z pěti známých planet tohoto systému. Objevena byla 17. dubna 2014 pomocí tranzitní metody pozorováním NASA teleskopem Kepler.

## Objev
Objev Kepler-186f byl oznámen NASA a výzkumným týmem pod vedením Elisy Quintanové. Byl považován za významný průlom v pátrání po obyvatelných exoplanetách, protože šlo o první potvrzenou planetu velikosti Země nacházející se v obyvatelné zóně své mateřské hvězdy. Analýza dat z Keplerova teleskopu trvala několik let a planeta byla identifikována jako nejzajímavější objekt ze systému Kepler-186.
Vědci analyzovali periodické poklesy jasnosti hvězdy, způsobené přechodem planety přes její disk. Kepler-186f byla jednou z pěti planet v systému, přičemž ostatní čtyři obíhaly příliš blízko k hvězdě, což je činilo nevhodnými pro udržení kapalné vody na povrchu. Kepler-186f byla však v dostatečné vzdálenosti, aby mohla mít podmínky podobné Zemi.

## Fyzikální vlastnosti
Kepler-186f je o 11 % větší než Země, s poloměrem přibližně 1,17 R⊕. Hmotnost planety není přesně známa, ale na základě odhadů a typických hustot skalnatých planet může být její hmotnost přibližně 1,44 M⊕. Pokud má složení podobné Zemi, pak její povrchová gravitace činí přibližně 1,17 g.
Odhadovaná rovnovážná teplota Kepler-186f, tedy teplota bez atmosférického vlivu, je kolem 188 K (-85 °C). Pokud by však měla hustou atmosféru podobnou Zemi, mohla by být její povrchová teplota mnohem vyšší a mohla by umožnit přítomnost kapalné vody.

## Mateřská hvězda
Kepler-186f obíhá kolem hvězdy Kepler-186, což je červený trpaslík spektrální třídy M s hmotností přibližně 0,54 M☉ a poloměrem 0,52 R☉. Povrchová teplota hvězdy je 3 755 K, což je mnohem méně než teplota Slunce (5 778 K). Vzhledem k nízké svítivosti hvězdy se obyvatelná zóna nachází mnohem blíže k ní než u Slunce.
Hvězda Kepler-186 má dalších pět potvrzených planet, které jsou však příliš blízko hvězdě, aby mohly být obyvatelné. Kepler-186f je jedinou planetou tohoto systému, která se nachází v obyvatelné zóně.

## Obyvatelnost
Kepler-186f se nachází v obyvatelné zóně hvězdy, což znamená, že by teoreticky mohla udržovat kapalnou vodu na povrchu. Přesto však není známo, zda má atmosféru, která by umožňovala stabilní klima. Pokud by atmosféra obsahovala dostatečné množství oxidu uhličitého, mohla by vytvořit skleníkový efekt a zvýšit teplotu povrchu na hodnoty umožňující přítomnost vody v kapalném skupenství.
Problémem však může být činnost mateřské hvězdy. Červení trpaslíci jsou známí svou aktivitou a mohou produkovat silné sluneční bouře, které by mohly poškodit atmosféru planety a způsobit její odpaření. Pokud Kepler-186f nemá dostatečně silné magnetické pole, mohla být její atmosféra postupně odfouknuta hvězdným větrem.
Dlouhá doba oběhu naznačuje, že planeta by mohla mít vázanou rotaci, což znamená, že jedna strana planety je stále osvětlena a druhá je trvale ve tmě. To by mohlo způsobit extrémní klimatické podmínky. Nicméně simulace ukazují, že pokud by měla hustou atmosféru, mohla by být schopna rozvádět teplo mezi hemisférami a udržet stabilní klima.

## Význam objevu
Kepler-186f byla první potvrzenou exoplanetou o velikosti Země nacházející se v obyvatelné zóně. Tento objev ukázal, že planety podobné Zemi mohou být běžné i kolem červených trpaslíků. I když není jisté, zda je tato planeta obyvatelná, její studium pomáhá lépe pochopit podmínky, které mohou vést k vzniku a udržení života na exoplanetách.
Budoucí teleskopy, jako James Webb Space Telescope a Extremely Large Telescope, by mohly pomoci při dalším zkoumání atmosféry této planety a hledání známek života. Kepler-186f je tak stále jedním z nejzajímavějších kandidátů na potenciálně obyvatelné exoplanety.